# Thomas Weld
Thomas Weld (Londra, 22 gennaio 1773 – Roma, 10 aprile 1837) è stato un cardinale e vescovo cattolico britannico.
Era figlio primogenito di un ricco proprietario terriero di Lulworth nel Dorsetshire, gran benefattore della Chiesa cattolica, e di Mary Stanley.

## Biografia
Nacque a Londra il 22 gennaio 1773 da Thomas Weld del castello di Lulworth, nel Dorset, e di Mary Stanley, figlia maggiore di Sir John Stanley Massey Stanley di Hooton.
Fu educato dai gesuiti.
Durante la rivoluzione francese fu molto generoso verso i preti francesi emigrati in Inghilterra, accogliendo nelle sue proprietà trappisti, gesuiti, francescani e membri di altri ordini. Sposò nel 1796 Lucy Bridget Clifford di Tixall, dalla quale ebbe una figlia, Mary Lucy, che sposò poi il cugino Hugh, settimo barone di Clifford of Chudleigh, imparentato con il cardinale Giacomo Giustiniani.
La moglie morì nel 1815 e Weld, seguendo la sua vocazione religiosa, lasciò i suoi beni al fratello e dal settembre 1818 iniziò gli studi per diventare sacerdote. Fu ordinato meno di tre anni dopo ed esercitò la sua missione sacerdotale a Chelsea e poi ad Hammersmith.
Fu consacrato vescovo il 6 agosto 1826 ed ebbe la titolarità della Diocesi di Amicle. Fu vescovo coadiutore della diocesi di Kingston, in Canada. Tuttavia non fu mai presente nella sua diocesi, dovendo seguire la figlia, che era di salute molto cagionevole. Rinunciò nel 1830 all'incarico e si trasferì a Roma.
Papa Pio VIII lo elevò al rango di cardinale presbitero nel concistoro del 15 marzo 1830, con il titolo di San Marcello. Partecipò al conclave del 1830-1831 che elesse papa Gregorio XVI. Seguì da Roma le vicende d'Inghilterra, Irlanda, Stati Uniti d'America, Canada, India e Australia.
Maria Fitzherbert, moglie segreta di Giorgio IV d'Inghilterra, era la vedova di suo zio. Nel 1830 il cardinale Weld ottenne un rescritto pontificio favorevole alla validità sacramentale del suo matrimonio con Giorgio IV.
Morì il 10 aprile 1837, all'età di 64 anni.

## Genealogia episcopale
La genealogia episcopale è:
- Cardinale Scipione Rebiba
- Cardinale Giulio Antonio Santori
- Cardinale Girolamo Bernerio, O.P.
- Arcivescovo Galeazzo Sanvitale
- Cardinale Ludovico Ludovisi
- Cardinale Luigi Caetani
- Cardinale Ulderico Carpegna
- Cardinale Paluzzo Paluzzi Altieri degli Albertoni
- Cardinale Gaspare Carpegna
- Cardinale Fabrizio Paolucci
- Cardinale Francesco Barberini
- Cardinale Annibale Albani
- Cardinale Federico Marcello Lante Montefeltro della Rovere
- Vescovo Charles Walmesley, O.S.B.
- Vescovo William Gibson
- Vescovo John Douglass
- Vescovo William Poynter
- Cardinale Thomas Weld

## Ascendenza
|                                       |                                    |                                   | Genitori                                   |  |  | Nonni |  |  | Bisnonni      |  |  | Trisnonni    |  |
|                                       |                                    |                                   |                                            |  |  |       |  |  | Humphrey Weld |  |  | William Weld |  |
|                                       |                                    |                                   |                                            |  |  |       |  |  | Humphrey Weld |  |  | William Weld |  |
|                                       |                                    | Elizabeth Sherburne               |                                            |  |  |       |  |  | Humphrey Weld |  |  |              |  |
| Edward Weld                           |                                    |                                   |                                            |  |  |       |  |  | Humphrey Weld |  |  |              |  |
|                                       |                                    | Margaret Simeon                   | Sir James Simeon, I baronetto di Chilworth |  |  |       |  |  |               |  |  |              |  |
|                                       |                                    | Margaret Simeon                   | Sir James Simeon, I baronetto di Chilworth |  |  |       |  |  |               |  |  |              |  |
|                                       |                                    | Margaret Simeon                   | Bridget Heveningham                        |  |  |       |  |  |               |  |  |              |  |
| Thomas Bartholomew Weld               |                                    | Margaret Simeon                   |                                            |  |  |       |  |  |               |  |  |              |  |
|                                       |                                    | John Vaughan                      | Richard Vaughan                            |  |  |       |  |  |               |  |  |              |  |
|                                       |                                    | John Vaughan                      | Richard Vaughan                            |  |  |       |  |  |               |  |  |              |  |
|                                       |                                    | John Vaughan                      | Agatha Berington                           |  |  |       |  |  |               |  |  |              |  |
| Mary Theresa Vaughan                  |                                    | John Vaughan                      |                                            |  |  |       |  |  |               |  |  |              |  |
|                                       |                                    | Elizabeth Jones                   | Phillip Jones                              |  |  |       |  |  |               |  |  |              |  |
|                                       |                                    | Elizabeth Jones                   | Phillip Jones                              |  |  |       |  |  |               |  |  |              |  |
|                                       |                                    | Elizabeth Jones                   | Anne Bassett                               |  |  |       |  |  |               |  |  |              |  |
| Thomas Weld                           |                                    | Elizabeth Jones                   |                                            |  |  |       |  |  |               |  |  |              |  |
|                                       | Sir William Stanley, III baronetto | Sir Rowland Stanley, II baronetto |                                            |  |  |       |  |  |               |  |  |              |  |
|                                       | Sir William Stanley, III baronetto | Sir Rowland Stanley, II baronetto |                                            |  |  |       |  |  |               |  |  |              |  |
|                                       | Sir William Stanley, III baronetto | Anna Paston                       |                                            |  |  |       |  |  |               |  |  |              |  |
| Sir John Massey-Stanley, VI baronetto | Sir William Stanley, III baronetto |                                   |                                            |  |  |       |  |  |               |  |  |              |  |
|                                       |                                    | Catherine Eyre                    | Rowland Eyre                               |  |  |       |  |  |               |  |  |              |  |
|                                       |                                    | Catherine Eyre                    | Rowland Eyre                               |  |  |       |  |  |               |  |  |              |  |
|                                       |                                    | Catherine Eyre                    | Elizabeth Plunkett                         |  |  |       |  |  |               |  |  |              |  |
| Mary Massey-Stanley                   |                                    | Catherine Eyre                    |                                            |  |  |       |  |  |               |  |  |              |  |
|                                       |                                    | Thomas Clifton                    | Thomas William Clifton                     |  |  |       |  |  |               |  |  |              |  |
|                                       |                                    | Thomas Clifton                    | Thomas William Clifton                     |  |  |       |  |  |               |  |  |              |  |
|                                       |                                    | Thomas Clifton                    | Eleanora Alathea Walmesley                 |  |  |       |  |  |               |  |  |              |  |
| Mary Clifton                          |                                    | Thomas Clifton                    |                                            |  |  |       |  |  |               |  |  |              |  |
|                                       |                                    | Mary Molyneux                     | Richard Molyneux, V visconte Molyneux      |  |  |       |  |  |               |  |  |              |  |
|                                       |                                    | Mary Molyneux                     | Richard Molyneux, V visconte Molyneux      |  |  |       |  |  |               |  |  |              |  |
|                                       |                                    | Mary Molyneux                     | Mary Brudenell                             |  |  |       |  |  |               |  |  |              |  |
|                                       |                                    | Mary Molyneux                     |                                            |  |  |       |  |  |               |  |  |              |  |